# Jean Deza
Jean Carlos Francisco Deza Sánchez ou plus simplement Jean Deza, né le 9 juin 1993 à Callao au Pérou, est un footballeur péruvien. Il joue au poste de milieu offensif ou d'attaquant.

## Biographie

### Carrière en club

#### AD Cantolao
- Avant 2011

Jean Deza est repéré dès son plus jeune âge par les recruteurs du club de sa ville natale, l'Academia Deportiva Cantolao, club réputé pour avoir un centre de formation très efficace. Claudio Pizarro, footballeur international péruvien passé par le Bayern Munich en est notamment issu.
En 2010, il est mis à l'essai par Roberto Pompei, entraîneur des jeunes à Boca Juniors. En 2011, des observateurs sportifs européens et sudaméricains sont charmés par sa vision du jeu alors qu'il représente l'équipe du Pérou des moins de 20 ans. C'est ainsi qu'en août 2011, alors que les dirigeants du FC Bâle sont intéressés et que les Argentins de Boca Juniors souhaitent qu'il vienne terminer sa formation à Buenos Aires, il signe pour le MŠK Žilina, un club slovaque.

#### MŠK Žilina
- 2011-2012 :

N'ayant jamais joué en équipe première au sein de son club formateur, Deza joue donc son premier match professionnel sous ses nouvelles couleurs en rentrant à la mi-temps lors de la victoire 3-1 de son club sur la pelouse du FK Dukla Banská Bystrica, le 27 août 2011. Le 31 mars 2012, il marque son premier but en championnat sur la pelouse du 1.FC Tatran Prešov en égalisant à la 82e minute. Score final, 1-1.
Le 20 mai 2012, il marque son second but en championnat sur la pelouse du FK DAC 1904 Dunajská Streda en marquant le second but de son équipe (0-2).
Durant cette première saison, Deza va se forger un palmarès en faisant le doublé championnat de Slovaquie (Corgoň Liga) / Coupe de Slovaquie (Slovensky Pohar) en 2012. C'est d'ailleurs lui qui marque le but de la victoire lors des prolongations en finale de la Coupe contre le FK Senica, le 8 mai 2012. Finalement, il joue 24 matchs de championnat et marque deux buts en seulement sept titularisations. Tandis qu'en coupe, il aura joué cinq matchs et marqué un but, celui de la victoire en finale. 
- 2012-2013

Sa seconde saison en Slovaquie est compliquée. Malgré des performances de haut niveau, il ne parvient pas à avoir la confiance de l'entraîneur et ne commence pas un seul match.
Il joue son premier match de Ligue des champions en rentrant à la 70e minute du match de son équipe contre les Israéliens de l'Hapoël Ironi Kiryat Shmona, le 17 juillet 2012. La victoire 1-0 à domicile ne sera pas suffisante pour passer ce tour puisque Deza et ses coéquipiers perdront le match retour sur le score de deux buts à zéro.
Trois mois après le début de la saison, le 6 octobre 2012, il joue son dernier match avec le MŠK Žilina sur la pelouse du club du Spartak Myjava. Il ne rentre plus dans les plans de l'entraîneur qui souhaite son départ.
Bilan de sa seconde saison : sept matchs de championnat et un match de coupe (aucun but dans les deux compétitions). Le MŠK Žilina termine à la 7e place.

#### Premier retour au Pérou
- 2013

En mars 2013, Jean Deza revient au Pérou et signe pour l'Universidad San Martín, un club de la capitale, Lima. Sous les ordres du coach péruvien Orlando Lavalle, il joue le 27 avril 2013 son premier match de championnat à l'extérieur lors d'une défaite 2-0 contre l'Ayacucho FC. 
Le 1er mai 2013, lors de son deuxième match, il marque son premier but dans le championnat du Pérou en égalisant à domicile contre l'Universidad Técnica de Cajamarca (1-1). Le 25 août 2013, il joue son dixième et dernier match (pour un but) de championnat avec l'Universidad San Martín lors de la défaite 1-0 sur la pelouse du Real Garcilaso.

#### Montpellier HSC
- 2013-2014 :

Fin août 2013, il signe avec le Montpellier Hérault SC (MHSC) un prêt d'un an avec option d'achat. Il est présenté par Jean Fernandez comme un "joueur d'avenir, milieu de terrain offensif vif et rapide capable d'évoluer dans le couloir gauche ou dans le couloir droit". Le 14 septembre 2013, il fait ses débuts en Ligue 1 au Stade de la Mosson lors du nul 0-0 contre le Stade de Reims.
Le 5 décembre 2013, Jean Fernandez est licencié par le président Louis Nicollin et remplacé par Rolland Courbis. Ce dernier donne plus souvent sa chance à Jean Deza qui est titularisé à deux reprises en avril 2014 (contre Marseille et Toulouse).
Le 15 décembre 2013, il marque un but lors de la victoire 3-0 de la réserve du MHSC contre Albi. Il récidive, toujours en CFA2, le 26 janvier 2014 à domicile face à Angoulême (2-0) et le 5 février 2014 à Toulouse face à la réserve du Téfécé lors d'une victoire 2-4. Le 20 février 2014, il est titularisé pour la première fois à l'extérieur contre l'AS Cannes. Défaite 1-0 après prolongation.
Le 20 avril 2014, Deza marque son premier but en Ligue 1 à la 78e minute du match nul 4-4 sur la pelouse du FC Lorient.
Le bilan de sa première saison est tout à fait correct puisqu'il était prévu qu'il ne joue que peu de matchs. L'objectif étant de préparer le joueur pour les années à venir. Au total, il joue 12 matchs de championnat (deux titularisations, un but) et un match de coupe. Le MHSC termine à une décevante 15e place. En plus, il joue 9 matchs et marque trois buts en CFA2.
En mai 2014, Rolland Courbis et le club héraultais, conquis par le potentiel du joueur, lèvent l'option d'achat et Jean Deza s'engage avec le MHSC jusqu'en juin 2017.
- 2014-2015

Sa deuxième année dans l'Hérault sera beaucoup plus difficile. Gêné par des problèmes physiques, il n'est appelé dans le groupe par Rolland Courbis que tardivement et commence sa saison le 19 octobre 2014 en entrant en toute fin de match sur la pelouse de l'Olympique lyonnais alors que son club encaisse un 5-1. Six jours plus tard, il rentre pour une petite minute sur la pelouse du Stade de Reims. Défaite 1-0 des Héraultais. Le 28 octobre 2014, il joue son premier match en Coupe de la Ligue en étant titularisé à domicile contre l'AC Ajaccio. Défaite 1-0 du MHSC.
Deza ne retrouvera plus, dès lors, le groupe professionnel jusqu'à son départ le 22 janvier 2015 du club héraultais : il est prêté pour six mois à l'Alianza Lima. Son bilan cette saison se limite à deux apparitions en championnat et une apparition en Coupe de la Ligue. Il joue également trois matchs en CFA2 sans marquer.

#### Deuxième retour au Pérou(Prêt à l'Alianza Lima)
- 2015

À l'Alianza Lima, Jean Deza est présenté publiquement le 26 janvier 2015. Il portera le numéro 9, une marque de confiance que souhaite lui apporter son entraîneur, l'Uruguayen Guillermo Sanguinetti. 
Il joue son premier match lors du Torneo del Inca, le 18 février 2015 lors du match nul 0-0 de son équipe qui recevait ce jour-là l'Unión Comercio. Dix jours plus tard, pour son premier match comme titulaire, il se blesse lors de la victoire 1-3 de son club contre l'Ayacucho FC. Le 27 avril 2015, il joue et perd la finale du Torneo del Inca sur le score de 3 buts à 1 contre l'Universidad César Vallejo.

#### Levski Sofia
- 2016-2017

Après avoir résilié son contrat dans l'Hérault le 3 mai 2016, Deza paraphe un contrat de deux ans plus une année supplémentaire en option en faveur du Levski Sofia le 19 mai 2016. Cependant ses statistiques sont mauvaises : un seul but marqué en 13 matchs, toutes compétitions confondues. Revenu au Pérou fin 2016, Deza refuse de rentrer en Bulgarie. Il est écarté de l'institution qui dépose une plainte auprès de la FIFA.

#### Troisième retour au Pérou
Interdit de jouer par la FIFA, Jean Deza ne dispute aucun match avec le Sport Rosario qui l'avait engagé et doit attendre 2018 pour rejouer avec le Sport Huancayo. En 2019, il signe pour l'Universidad Técnica de Cajamarca et y réalise une bonne saison avec six buts marqués en 32 matchs de championnat.
Cela lui permet d'être transféré en 2020 à l'Alianza Lima, club qu'il retrouve après une première expérience sous forme de prêt en 2013. Néanmoins, des problèmes d'indiscipline à répétition lui valent d'être écarté de l'effectif par l'entraîneur Pablo Bengoechea. Il finira par être licencié du club, le 14 juin 2020.
Le 19 juin 2020, il s'engage avec le Deportivo Binacional de Juliaca, club champion du Pérou en 2019. En mars 2021, alors qu'il avait signé pour le Cultural Santa Rosa, en D2 péruvienne, son contrat est cassé par ce dernier club, l'accusant d'avoir un double contrat puisqu'il avait également signé en décembre 2020 pour le Carlos Stein.
En janvier 2022, il s'enrôle avec l'Unión Huaral en 2e division. Moins de deux mois plus tard, il est annoncé à l'ADT de Tarma, club de D1. En 2023, il signe au Cienciano del Cusco où il ne joue que quelques mois. Il rebondit en juillet 2023 à l'Alianza Universidad de Huánuco.

### Carrière internationale

#### Moins de 20 ans[12]
Jean Deza participe au Championnat sudaméricain des moins de 20 ans 2013 en Argentine. Le tournoi se déroule en janvier 2013. Le championnat est divisé en deux groupes de cinq équipes, les trois premières équipes de chaque groupe étant qualifiées pour la phase finale. Au premier tour, le Pérou termine premier de son groupe mais seulement à la cinquième place (sur six) lors de la phase finale et ne se qualifie donc pas pour la Coupe du monde des moins de 20 ans.
Avec les U20, Deza participe à six matchs sous les ordres du sélectionneur argentin, Daniel Ahmed (en), et marque un but sur pénalty lors de la défaite 2-1 du Pérou contre l'Équateur le 16 janvier 2013.

#### Equipe A
Appelé pour la première fois par le sélectionneur uruguayen Pablo Bengoechea, Jean Deza connaît sa première sélection avec l'équipe A péruvienne, le 30 mai 2014 face à l'Angleterre à Wembley (défaite 3-0). Le 3 juin 2014, il connaît sa deuxième sélection en entrant en jeu à la 83e minute du match Suisse-Pérou (défaite 2-0). Le 4 septembre 2014, il obtient sa première victoire en sélection (2-0) sur l'Irak à Dubaï. Cinq jours plus tard, il récidive avec ses coéquipiers en battant le Qatar et sur le même score. Les 15 et 19 novembre 2014, il est à nouveau sélectionné par Pablo Bengoechea pour affronter le Paraguay lors d'une double confrontation : victoire du Paraguay 2-1 lors du match aller, et victoire péruvienne sur le même score lors du match retour.
Le 2 mars 2015, l'Argentin Ricardo Gareca remplace Pablo Bengochea comme sélectionneur du Pérou. Deza est à nouveau convoqué pour affronter le Venezuela lors d'un match amical joué en Floride, le 1er avril 2015, qui se solde par une défaite 0-1.

## Palmarès
| MŠK Žilina - Championnat de Slovaquie (1) : - Champion : 2012. - Coupe de Slovaquie (1) : - Vainqueur : 2012. |  | Alianza Lima - Torneo del Inca : - Finaliste : 2015. |